# Club Deportivo Pontellas
El Club Deportivo Pontellas es un equipo de fútbol español de la parroquia de Pontellas, en el municipio de O Porriño, en la provincia de Pontevedra. Fundado en 1962, juega actualmente en Tercera División. 

## Historia
Fue fundado en 1962 por Aníbal Domínguez, un emigrante retornado de Brasil. Su afición por el FC Barcelona lo llevó a vestir al Pontellas con los mismos colores que el equipo catalán. Comenzó a competir en 1969 en la Segunda Comarcal de Vigo y debutó en Preferente en la temporada 1995/96.
En la temporada 2018/19 se proclamó campeón del grupo sur de Preferente por primera vez en su historia, consiguiendo el ascenso a Tercera División con uno de los presupuestos más bajos de la categoría. Esa primera posición le valió también para disputar por primera vez en su historia la Copa del Rey. El nuevo formato de la competición le permitió jugar la ronda previa interterritorial, en la que fue eliminado por el Tolosa CF (1-0).

## Estadio
El equipo juega sus partidos como local en el campo de San Campio 2, con capacidad para 500 espectadores.

## Datos del club
- Temporadas en 1ª: 0
- Temporadas en 2ª: 0
- Temporadas en 2ªB: 0
- Temporadas en 3.ª: 2
- Mejor puesto en la liga: 19º (3.ª, temporada 2019/20)
- Participaciones en la Copa del Rey: 1

### Historial en la liga
| Temporada | Nivel | Categoría     | Puesto |
| --------- | ----- | ------------- | ------ |
| 1988/89   | 6     | 1ª Autonómica | 7º     |
| 1989/90   | 6     | 1ª Autonómica | 16º    |
| 1990/91   | 6     | 1ª Autonómica | 16º    |
| 1991/92   | 7     | 2ª Autonómica | ??     |
| 1992/93   | 6     | 1ª Autonómica | 3º     |
| 1993/94   | 6     | 1ª Autonómica | 3º     |
| 1994/95   | 6     | 1ª Autonómica | 1º     |
| 1995/96   | 5     | Preferente    | 7º     |
| 1996/97   | 5     | Preferente    | 2º     |
| 1997/98   | 5     | Preferente    | 9º     |
| 1998/99   | 5     | Preferente    | 15º    |
| 1999/00   | 5     | Preferente    | 13º    |
| 2000/01   | 5     | Preferente    | 8º     |
| 2001/02   | 5     | Preferente    | 5º     |
| 2002/03   | 5     | Preferente    | 6º     |
| 2003/04   | 5     | Preferente    | 4º     |
| 2004/05   | 5     | Preferente    | 16º    |

| Temporada | Nivel | Categoría     | Puesto | Copa del Rey |
| --------- | ----- | ------------- | ------ | ------------ |
| 2005/06   | 6     | 1ª Autonómica | 2º     |              |
| 2006/07   | 5     | Preferente    | 7º     |              |
| 2007/08   | 5     | Preferente    | 16º    |              |
| 2008/09   | 5     | Preferente    | 11º    |              |
| 2009/10   | 5     | Preferente    | 8º     |              |
| 2010/11   | 5     | Preferente    | 7º     |              |
| 2011/12   | 5     | Preferente    | 15º    |              |
| 2012/13   | 5     | Preferente    | 11º    |              |
| 2013/14   | 5     | Preferente    | 6º     |              |
| 2014/15   | 5     | Preferente    | 18º    |              |
| 2015/16   | 6     | 1ª Autonómica | 2º     |              |
| 2016/17   | 5     | Preferente    | 6º     |              |
| 2017/18   | 5     | Preferente    | 10º    |              |
| 2018/19   | 5     | Preferente    | 1º     |              |
| 2019/20   | 4     | 3.ª           | 19º    | 1ª Ronda     |
| 2020/21   | 4     | 3.ª           |        |              |

## Palmarés
- Preferente Galicia (1): 2018/19